# Luana Prato
Luana Prato, destacada deportista colombiana de la especialidad de nado sincronizado quien fue campeona de Centroamérica y del Caribe en los Juegos de Mayagüez 2010. Desde el 2000 hasta el 2010 representó a Colombia en la categoría absoluta y fue Medallista en múltiples Campeonatos Panamericanos, Sudamericanos y Centroamericanos de natación artística.  

## Trayectoria
La trayectoria deportiva de Luana Prato se identifica por su participación en los siguientes eventos nacionales e internacionales:

### Juegos Centroamericanos y del Caribe
Fue reconocido su triunfo de ser la primera deportista con el mayor número de medallas de Oro de la selección de  Colombia 
en los juegos de Mayagüez 2010.

#### Juegos Centroamericanos y del Caribe de Mayagüez 2010
Su desempeño en la vigésima primera edición de los juegos, se identificó por ser la segunda deportista con el mayor número de medallas de plata entre todos los participantes del evento, con un total de 4 medallas:

- , Medalla de Oro: Equipo Combinado
- , Medalla de Oro: Dúo Técnico
- , Medalla de Oro: Equipo Libre
- , Medalla de Oro: Equipo Técnico
- , Medalla de Plata: Dúo Libre